# Брати Юдіни
Брати Юдіни, архітектурна студія YUDIN Design (14 квітня 1980, Херсон) — брати-близнюки Олександр Юдін та Володимир Юдін, дизайнери, архітектори, телеведучі. Широку популярність здобули завдяки телешоу «На ножах» — 1+1, де виступали експертами із реновації закладів у різних містах України. У сфері дизайну працюють із 2000 року. У 2010 році — відкрили власну майстерню виробів із дерева, скла і металу. Із 2017 року виступають постійними експертами із огляду новинок дизайну у телевізійному шоу «Design Tour» на каналі O-TV (телеканал). Володарі різноманітних нагород та відзнак як у сфері дизайну інтер'єру та архітектури, так і у напрямку графічного дизайну. Наприклад: Українська Національна Премія «Interium»; охоплюючий різні сфери виробництва та індустрії розваг, український конкурс «UKRAINIAN DESIGN THE VERY BEST OF». Також роботи Братів Юдіних були відмічені іншими національними і міжнародними нагородами.
Із 2019 року Олександр і Володимир Юдіни є членами Національної спілки художників України.

## Життєпис
Олександр і Володимир Юдіни народились 14 квітня 1980 року. Олександр старший за Володимира на 5 хвилин.

### Батьки
Батько: Юдін Леонід Порфирійович — заступник директора Херсонського ВАТ «Таксі-Сервіс». Мати: Юдіна Тетяна Григоріївна — заступник директора Економіко-технологічного коледжу Херсонського національного технічного університету, викладач філософії.

### Освіта та перші роботи
Після закінчення школи, Олександр і Володимир Юдіни склали екзамени у київський НАОМА — Національна академія образотворчого мистецтва і архітектури на факультет графічного дизайну.
Ще під час навчання, у 2000-му році, українські дизайнери почали постійно співпрацювати із різними установами та закладами. Вони стали першими спеціалістами в Україні, котрі звернулися до нових стилістичних напрямків, застосовуючи корпоративну інформаційну систему. У той час це переважно була діяльність, спрямована на редизайн, реставрацію. Також, ще тоді Олександр і Володимир почали створювати архітектурні рішення, котрі стали пам'ятками різних міст та селищ України. Невідомі українцям стилі: мінімалізм, еклектика, нові віяння модерну, скандинавський та інші стилі дизайнери застосовували, по-новому інтерпретуючи національну українську естетику. Так, наприклад, логотип ONE LOVE Espresso Bar, котрий вже кілька разів отримував ресторанну премію СІЛЬ, — нагадує традиційний український орнамент для вишиванок, виконаний із зображення кавових зерен.
Протягом останніх 10 років творча студія Юдіних розробляє дизайнерські рішення для закладів HoReCa в Україні та за кордоном. У студії та майстерні Братів працюють близько 30 спеціалістів: інженери, дизайнери, архітектори, скульптори, майстри по роботі із різними матеріалами та конструкціями. Проєкти Олександра та Володимира постійно фігурують у авторитетних ЗМІ про дизайн і формують уявлення про український дизайн в світі. Так, наприкінці 2019 року, французький журнал «Harmonies» та австралійський «D+A», що також виходять у багатьох інших країнах світу, опублікували інтер'єри студії Yudin Design як одні із найкращих робіт року.

### Особисте життя
Олександр Юдін одружений: жінка — Сергєєва Ілона Валентинівна, 2 дитини. Володимир Юдін одружений теж: жінка — Юдіна Наталія Іванівна, 2 дитини.

## Творчі досягнення

### Телешоу На Ножах-2

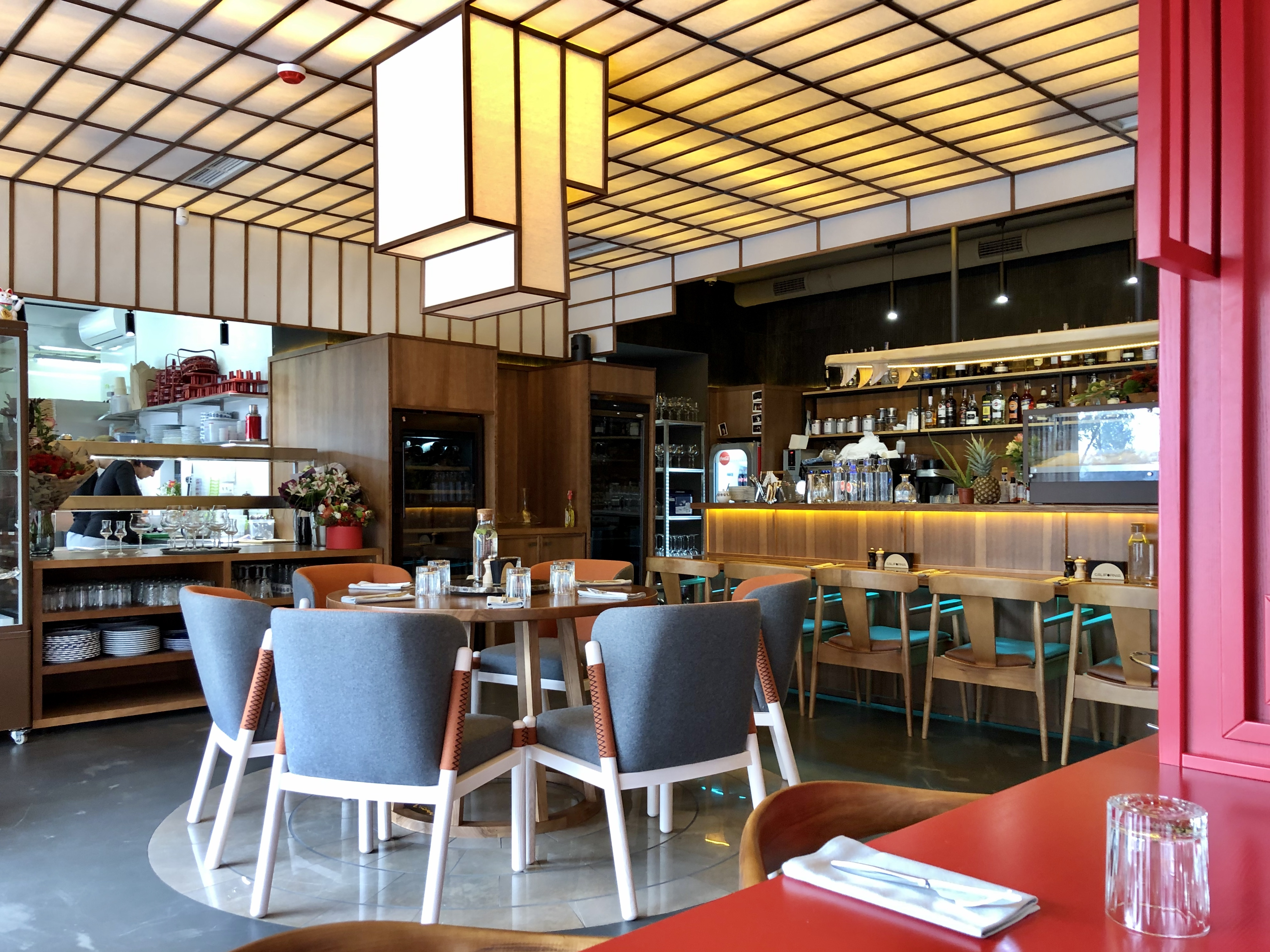
Ресторан California у Запоріжжі, створений Братами Юдіними

У 2016 році Володимир і Олександр Юдіни взяли участь у другому сезоні популярного телешоу На ножах на каналі 1+1. Дизайнери виступили у ролі співведучих відомого ресторатора Діми Борисова та телеведучої Ольги Фреймут. Саме завдяки Ользі дизайнери стали відомі як «брати Юдіни», адже ведуча постійно застосовувала саме цей вислів. Завданням Олександра і Володимира на телешоу було оновлення зовнішнього вигляду закладів, які потерпіли невдачі. Також на шоу Юдіни допомагали знайти вдале ім'я для ресторанів чи кафе, розробити їм нові лого, меню, форму для персоналу та навіть оригінальні способи подачі страв. У період трансляції телешоу На ножах Володимира і Олександра стали запрошувати із професійними майстер-класами на тему створення культурно-осмислених інтер'єрів для ресторанів та готелів. Їхня професійна думка та великий досвід, перш за все, цікаві рестораторам, шеф-кухарям, молодим дизайнерам.

### Відкриття творчої студії

Символіка київської кави, розроблена Братами Юдіними

Брати Олександр та Володимир Юдіни відкрили студію YUDIN Design у 2000 році. Перші серйозні роботи дизайнерів були виконані для знаменитої на той час мережі ресторанів «Козирна Карта». Брати Юдіни проявили себе, застосовуючи стилі ретро та кіч. Здебільшого вони створювали тематичні інтер'єри (наприклад на морську, італійську, грузинську тематику і т. д.).
Загалом, для мережі «Козирна Карта» дизайнери-близнюки оформили більше аніж 20 закладів.
Наразі, Брати Юдіни щороку розробляють біля 30 архітектурних об'єктів та інтер'єрів у різних містах України та Європи. І близько 50 ТМ, включаючи також завершений фірмовий стиль.
Роботи Братів Юдіних кожного року виступають номінантами або переможцями національних та міжнародних конкурсів, а їхня творча студія гідно представляє український дизайн на світовому рівні.
У 2019 році дизайнери Олександр і Володимир Юдіни розробили стаканчики, що символізують київську каву — бренд KYIV TO GO із логотипом у вигляді каштану, в середині якого знаходиться кавове зернятко. Таким чином, студія YUDIN Design ідентифікувала каву, що стала ще одним гурме-символом столиці на рівні із київським тортом, котлетою по-київськи і т. ін.

## Професійні Досягнення

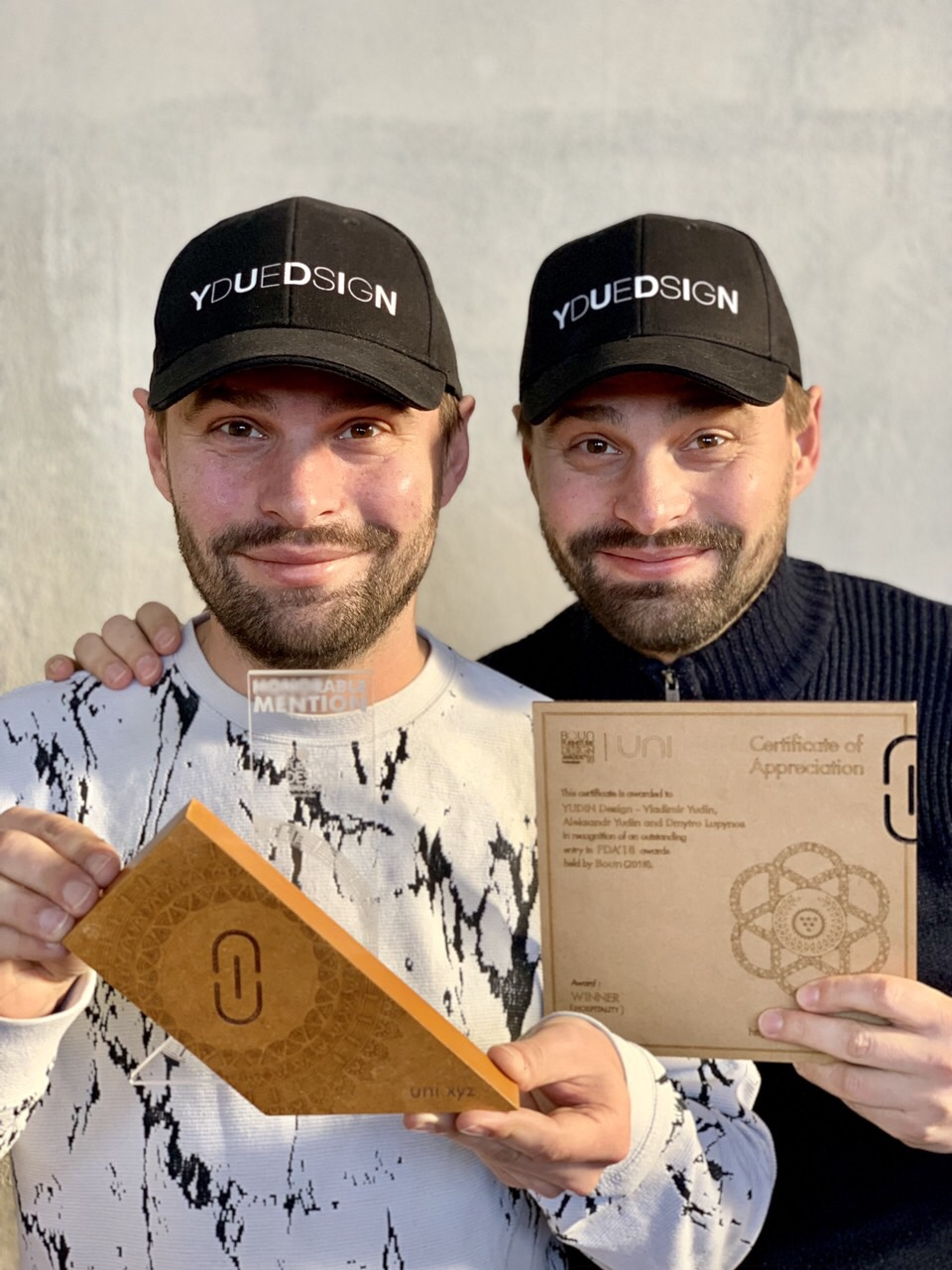
Брати Юдіни отримують диплом BOUN UNI Furniture Awards із Індії за перемогу у міжнародному конкурсі

| Назва премії                                                 | Регіон                      | Професійна номінація                                   | Представлена робота (інтер'єр або айдентика)          | Місце | Рік  | Джерело          |
| ------------------------------------------------------------ | --------------------------- | ------------------------------------------------------ | ----------------------------------------------------- | ----- | ---- | ---------------- |
| Archilovers                                                  | Міжнародна платформа        | Restaurants and caffes                                 | кав'ярня «ONE LOVE Espresso Bar»                      | 1     | 2015 | [5]              |
| Interium                                                     | Україна                     | Інтер'єр громадських закладів: ресторанів, кафе, барів | кав'ярня «TAKAVA»                                     | 2     | 2018 | на фото нижче    |
| Interium                                                     | Україна                     | Інтер'єр громадських закладів: ресторанів, кафе, барів | ресторан «BULL Butcher and Wine»                      | 3     | 2018 | [6]              |
| UKRAINIAN DESIGN THE VERY BEST OF                            | Україна                     | Lighting design                                        | Світильник «BELL»                                     | 2     | 2018 | [7]              |
| BOUN UNI Furniture Design Awards                             | Міжнародний конкурс (Індія) | Hospitality                                            | Шкіряний холдер «RIBBON»                              | 2     | 2018 | на фото праворуч |
| СІЛЬ                                                         | Україна                     | Найкраща кав'ярня року                                 | кав'ярня «ONE LOVE Espresso Bar»                      | 1     | 2018 | [8]              |
| Archilovers                                                  | Міжнародна платформа        | Restaurants and caffes                                 | ресторан «BULL Butcher and Wine»                      | 1     | 2018 | [9]              |
| UKRAINIAN DESIGN THE VERY BEST OF                            | Україна                     | Environmental Design                                   | паб «REBERBAR»                                        | 1     | 2019 | [10]             |
| Brilliant Brand Awards                                       | Міжнародний конкурс (Індія) | «Marketing Decisions»                                  | Дизайн айдентики для кав'ярні «TAKAVA»                | 2     | 2019 | [11]             |
| Interium                                                     | Україна                     | Кафе                                                   | паб «REBERBAR»                                        | 3     | 2019 | [12]             |
| UKRAINIAN DESIGN THE VERY BEST OF                            | Україна                     | Environmental Design                                   | кав'ярня «TAKAVA 2.0»                                 | 1     | 2020 | [13]             |
| UKRAINIAN DESIGN THE VERY BEST OF                            | Україна                     | Environmental Design                                   | італійський ресторан «ITALIST Prosecco Bar»           | 2     | 2020 | [14]             |
| UKRAINIAN DESIGN THE VERY BEST OF                            | Україна                     | Environmental Design                                   | італійський ресторан «ITALIST Pizza Pasta Bar»        | 2     | 2020 | [14]             |
| "ЗЕРНО" - премія всеукраїнського гіда по кав'ярням III хвилі | Україна                     | Найбільш успішний концепт року                         | мережа кав'ярень TAKAVA                               | 1     | 2020 | [15]             |
| Interium                                                     | Україна                     | Інтер'єр громадських закладів: ресторанів, кафе, барів | бар PRO espresso                                      | 1     | 2021 | [16]             |
| UKRAINIAN DESIGN THE VERY BEST OF                            | Україна                     | Environmental Design                                   | ресторан «CALIFORNIA American style Asian restaurant» | 1     | 2021 | [17]             |
| UKRAINIAN DESIGN THE VERY BEST OF                            | Україна                     | Environmental Design                                   | кав'ярня «TAKAVA» у ТЦ River Mall                     | 2     | 2021 | [18]             |

## Виставки та майстер-класи

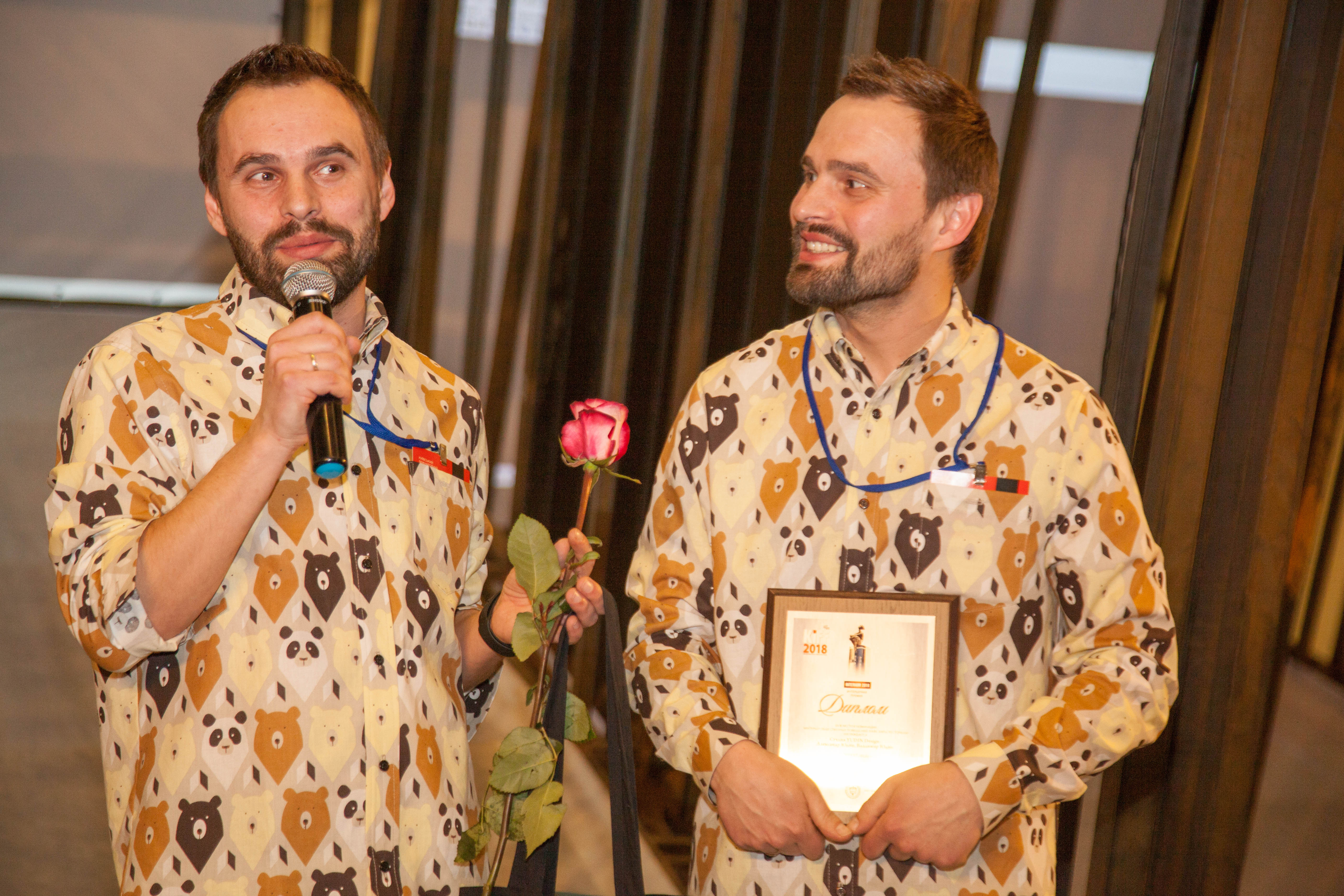
Церемонія нагородження премії Interium 2018. Брати Юдіни отримують диплом як подвійні призери конкурсу

### 2015
- Архітектурний фестиваль Просто Неба. Майстер-клас «Кохання у великому місті», присвячений архітектурі та дизайну, які здатні прикрасити місто.

### 2016
- Участь у форумі «Паби», організованого творчим об'єднанням ZALA

### 2018
- 12-16 березня Володимир та Олександр Юдіни брали участь у Київському Міжнародному Меблевому Форумі (KIFF), у рамках котрого 14 березня провели майстер-клас на тему значення дизайну у сучасній міській інфраструктурі.
- 7 листопада в рамках HoReCa Lviv Show 2018 Брати Юдіни провели майстер-клас «Brand & Rebrand»

### 2019
- 21 червня. Майстер-клас на тему «Як створити успішний ресторанний бренд» у рамках бізнес-проекту «СТАРТ UP 4» у місті Чернівці.
- 4 жовтня. Виступ із темою «Як створити бренд та тримати марку!» на Всеукраїнській Конференції із сервісу WOW Conference у Львові[19].
- 11 жовтня майстер-клас на тему «Як зробити із пива бренд, а із пабу — трендове місце» для VIII Форуму Пивоварів у місті Рівне[20].

### 2020
- на 29 жовтня 2020 року запланований майстер-клас Володимира та Олександра Юдіних на тему «Як ресторани стають культовими». Місце проведення: Київ, Всеукраїнський Ресторанний Самміт[21].